# Vlag van Ligurië
De vlag van Ligurië is een verticale driekleur in de kleuren (vanaf links) groen, rood en blauw. In het midden van de vlag staat een afbeelding van een zeilschip, die de maritieme tradities van de regio en haar grote navigators symboliseert. Het zeil vertoont een rood Kruis van Sint-Joris, een historisch symbool van Ligurië dat ook de vlag van Genua en de oude vlag van de Ligurische Republiek (1797-1814) vormt. In elk van de kwartieren van het kruis staat een zespuntige zilveren ster. De vier zespuntige sterren vertegenwoordigen de vier provincies van Ligurië: Genua, Imperia, La Spezia en Savona.
Elke kleur heeft de volgende betekenis:
- Het groen staat voor de Ligurische Alpen en de Ligurische Apennijnen;
- Het rood staat voor het bloed dat vergoten is voor de Risorgimento;
- Het blauw staat voor de Ligurische Zee.

De vlag werd aangenomen op 27 juni 1997.